# Rheinpark Stadion
A Rheinpark Stadion (magyarul: Rajnapark Stadion) Liechtenstein egyetlen nemzetközi labdarúgó-mérkőzések rendezésére is alkalmas stadionja. A Vaduzban található létesítmény az FC Vaduz mellett a Liechtensteini labdarúgó-szövetség csapatainak is otthont ad.

## Története
Mivel Liechtenstein nem rendelkezett a FIFA és az UEFA előírásainak megfelelő stadionnal, fennállt a veszélye, hogy a két szövetség által rendezett versenyeken nem indulhatott volna a válogatott, illetve a liechtensteini klubcsapatok sem. A Liechtenstein Hercegség anyagi támogatásával is épülő stadion munkálatai 1997. július 1-jén kezdődtek, és 1998. július 31-én avatták fel az FC Vaduz és az 1. FC Kaiserslautern közötti barátságos mérkőzéssel. A Vaduz városának tulajdonában levő létesítmény közvetlenül a Rajna partján, ezáltal a svájci határon található. Közúton a közeli svájci A13-as autópályáról is megközelíthető.
Megnyitásakor 4500 fős befogadóképessége volt (ebből 3500 fedett ülőhely). 2006-ban két új, fedett lelátóval bővítették ki, így 7838-ra bővült a helyek száma. Az UEFA előírásai miatt a nemzetközi mérkőzéseken viszont csak 6127 ülőhelyet használnak.

## FC Vaduz
Miután az FC Vaduz 2008-ban feljutott az Axpo Super League-be, szóba került egy 8000 ülőhelyes bővítés terve, azonban ezt meghatározatlan időre elhalasztották.

## Válogatott
A Rheinpark Stadionban rendezik a liechtensteini felnőtt válogatott hazai mérkőzéseit. Emellett a korosztályos válogatottak is itt játsszák otthoni meccseiket.

## Egyéb
A labdarúgás mellett más sportágak is képviseltetik magukat a stadionban, illetve nagyobb kulturális rendezvényeket is itt bonyolítanak le.
1999. május 24-én a létesítmény adott otthont az európai kisállamok játékának.
2003. júliusában a létesítményben zajlott a 2003-as U19-es labdarúgó-Európa-bajnokság záró tornája, melynek elődöntőit és döntőjét is a Rheinpark Stadionban rendezték.
2007. június 18-án, az FC Vaduz 75. születésnapján Herbert Grönemeyer német énekes koncertezett a stadionban.
2010 májusában a 2010-es U17-es labdarúgó-Európa-bajnokság több mérkőzését és a döntőjét is a vaduzi létesítményben rendezték.
2011 májusában újra a kisállamok játékának színhelye volt.
2012. július 21-én az Eurobowl XXVI, az európai amerikaifutball-bajnokság döntőjére került sor a stadionban. A svájci Calanda Broncos és az osztrák Vienna Vikings mérkőzésén 27-14-es győzelem született a svájciak javára.